# Incident de l'ambassade de Corée du Nord à Madrid
L'incident de l'ambassade de Corée du Nord à Madrid survient le 22 février 2019 à l'ambassade de Corée du Nord (en) à Madrid lorsque le groupe politique Free Joseon, opposé au régime actuel de Kim Jong-un en Corée du Nord, est accusé par les autorités espagnoles et américaines d'avoir attaqué et perquisitionné l'ambassade, tandis que le groupe soutient qu'ils sont invités pour faciliter une défection de haut niveau. Un groupe d'individus vole des téléphones portables, deux clés USB et un disque dur à l'ambassade et les remet au Federal Bureau of Investigation (FBI) aux États-Unis. L'événement a lieu après le sommet de Singapour entre la Corée du Nord (RPDC) et les États-Unis et avant l'approche du sommet de Hanoï. Début avril 2019, une personne est arrêtée en relation avec l'incident et deux mandats d'arrêt internationaux sont émis par l'Audiencia Nacional espagnole. Les auteurs présumés sont ressortissants du Mexique, des États-Unis et de la Corée du Sud. Les gouvernements de ces deux derniers pays ont nié tout lien avec l'incident,.
L'incident aurait été violent, les auteurs présumés possédant apparemment des couteaux et des répliques d'armes à feu, et un certain nombre de membres du personnel de l'ambassade ayant été soignés pour leurs blessures. Un autre membre du personnel de l'ambassade se blesse en sautant d'une fenêtre supérieure avant d'alerter la police. Les enquêtes des autorités espagnoles restent secrètes pendant le premier mois. Lorsqu'ils publient leurs conclusions, y compris les noms des auteurs présumés, ils sont critiqués pour avoir mis en danger la vie des personnes citées. Les espagnols informent en privé les médias qu'ils soupçonnent mais ne peuvent pas prouver l'implication de la Central Intelligence Agency (CIA), car l'attaque est d'une précision professionnelle. Un ancien agent de la CIA déclare cependant que le moment choisi pour l'attaque et sa nature très médiatisée auraient empêché la CIA de l'accepter ou d'y prendre part. Le gouvernement de la Corée du Nord qualifie l'incident d'acte de terrorisme et exige une enquête internationale. L'ambassade et son attaché ne signalent cependant pas à la police espagnole l'attaque ni les blessures subies par le personnel.
Free Joseon nie les allégations selon lesquelles cet incident est une attaque par effraction dans le complexe, ainsi que les accusations selon lesquelles il serait dirigé par des services de renseignement étrangers. Le groupe affirme plutôt qu'il est invité par un nombre non divulgué de membres du personnel de l'ambassade qui souhaitent faire défection. Afin de protéger les membres de leur famille en Corée du Nord, qui seraient apparemment punis pour la défection d'un proche, ces membres du personnel de l'ambassade auraient demandé un enlèvement organisé et des blessures physiques pour se disculper de tout soupçon de la part du gouvernement nord-coréen. Il est allégué que la panique d'un membre du personnel autour de la découverte du complot précipite l'effort bâclé de défection.